# دورابجی تاتا
داراب جی تاتا یا دورابجی تاتا (انگلیسی: Dorabji Tata; ۲۷ اوت ۱۸۵۹ – ۳ ژوئن ۱۹۳۲) سیاستمدار و کارآفرین اهل هند بود، که در سال ۱۹۱۹ شرکت نیو ایندیا ایشورنس را تأسیس کرد.